# Disagården
Disagården Uppsala Gamla Uppsala városrészében, az ősi település szélén található falumúzeum főleg a 18. és a 19. századból, a környező Uppland történelmi tartományból származó falusi épületekkel. A szabadtéri múzeum szervezetileg az Upplandsmuseethez tartozik, és a nyári félév alatt tart nyitva.

## Története
A falumúzeumot 1931-ben nyitották meg, amikorra 21 épületet szállítottak ide Uppland tartomány különböző részeiből. A legtöbb épület Gränby faluból érkezett, Björklinge egyházközség területéről. Az épületeket a Gamla Uppsala melletti mezőgazdasági területekhez kapcsolódva helyezték el. A területen néhány háziállatot, birkát és baromfit is tartanak a korabeli életmód illusztrálására.  
A falumúzeum alapítványi kezelésben volt 1970-ig, amikor azt átvette az Upplandsmuseet.

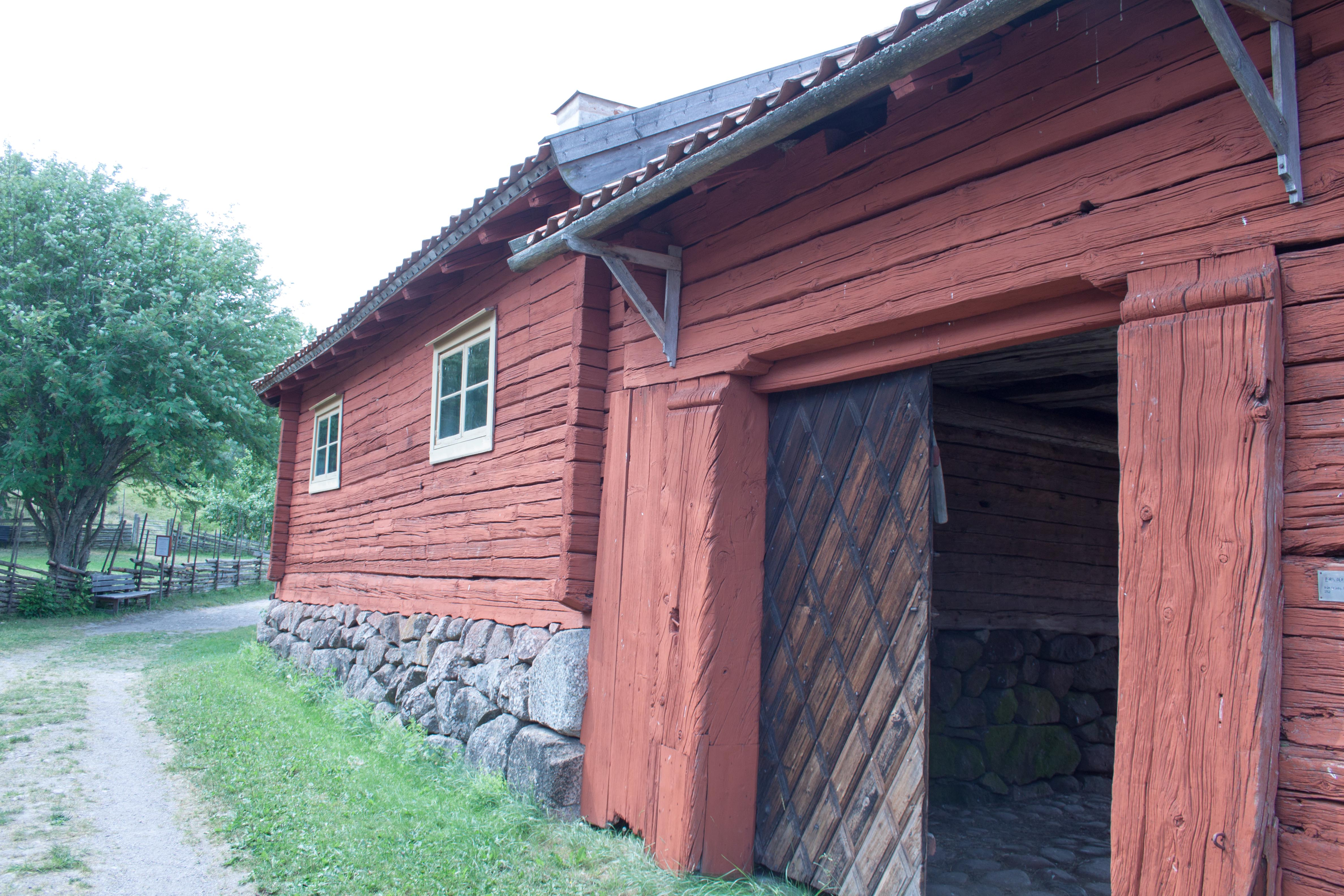
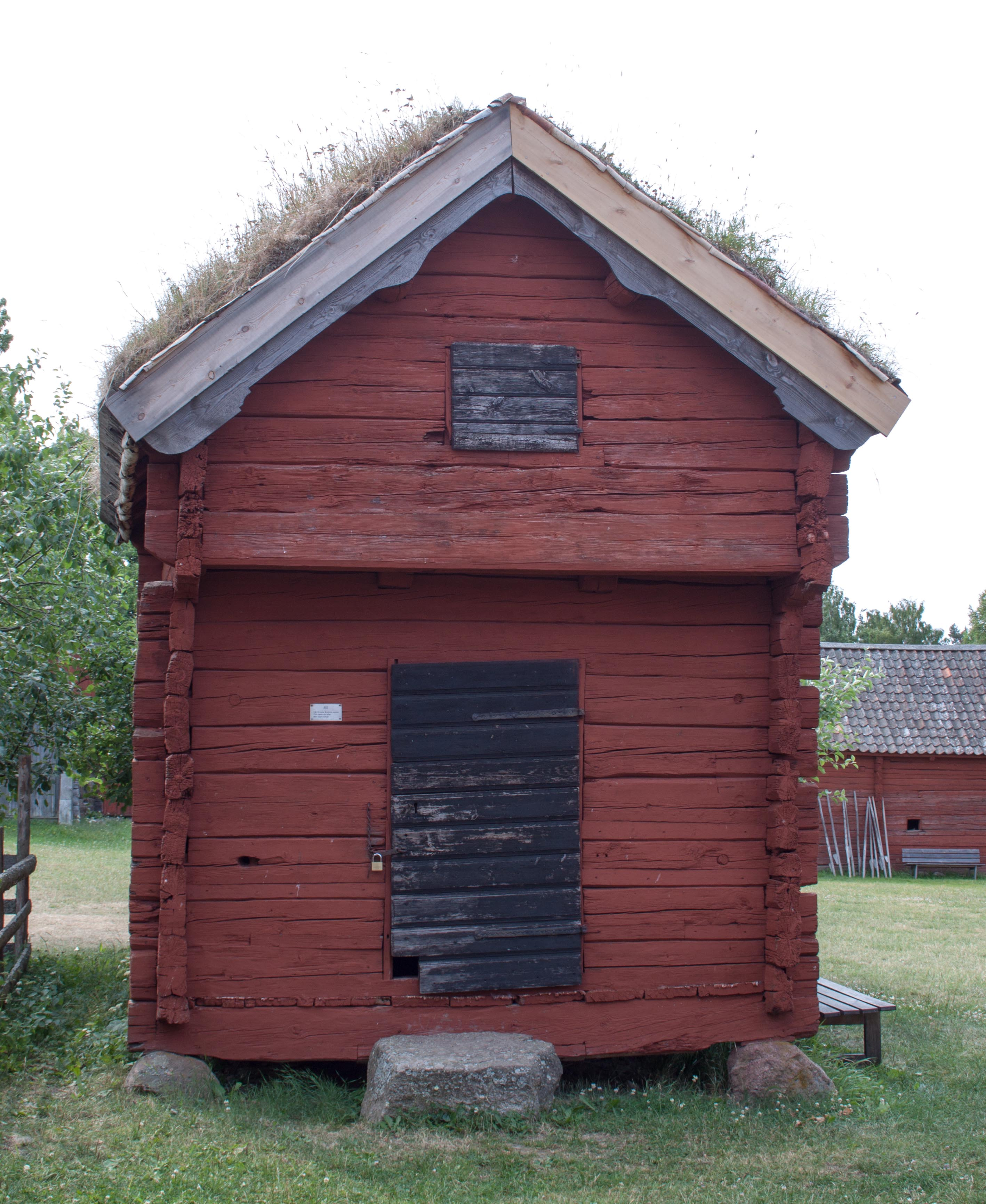
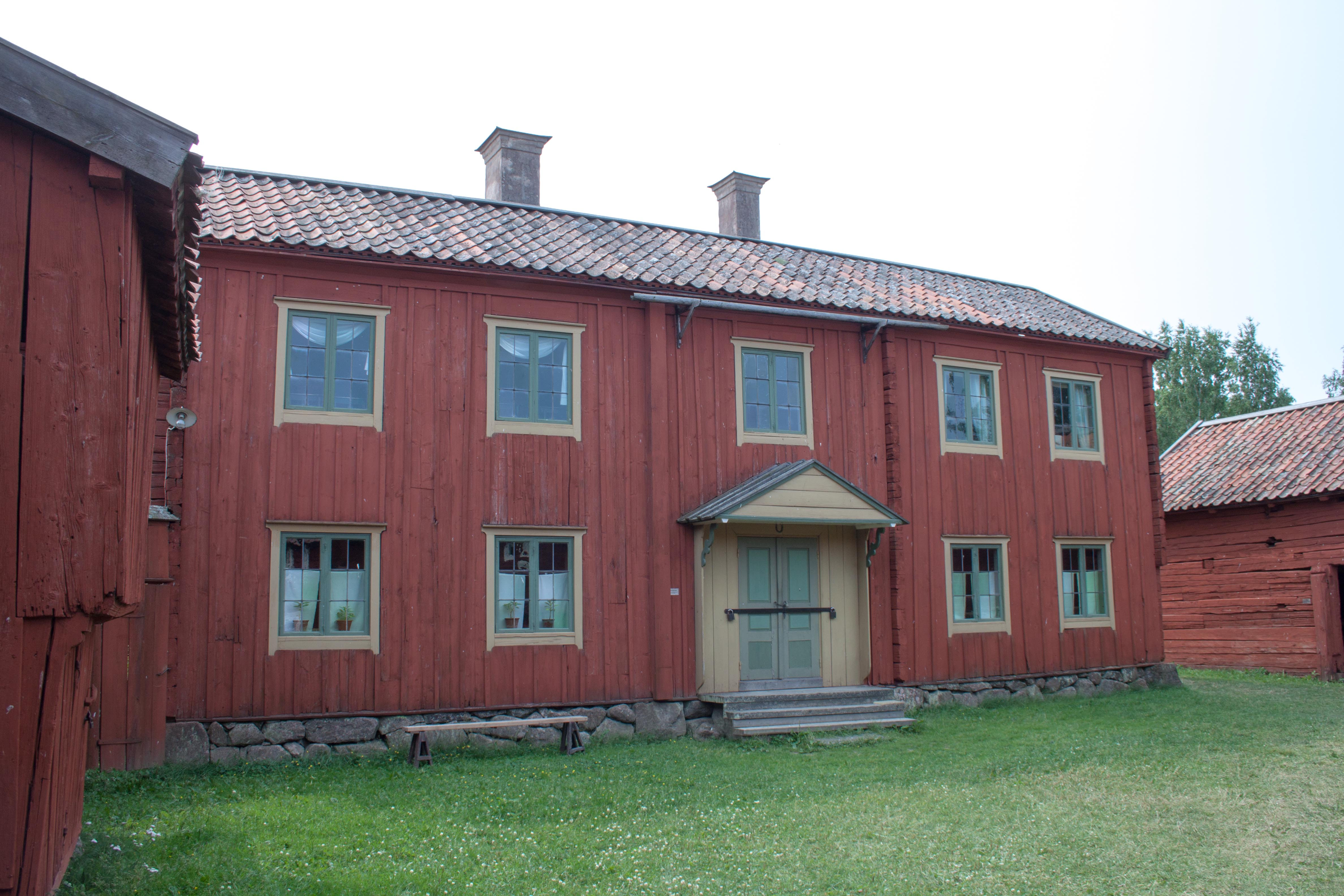
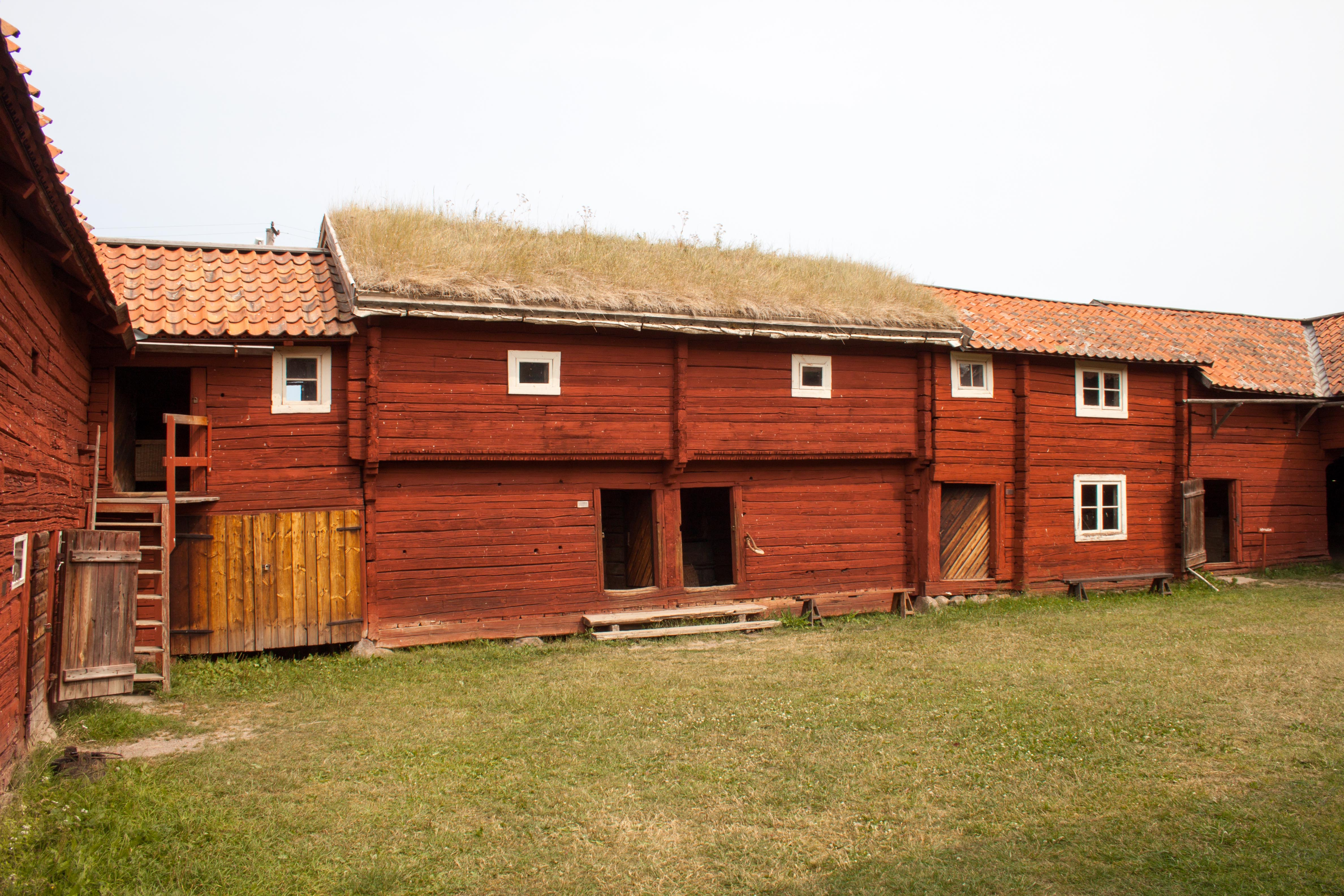
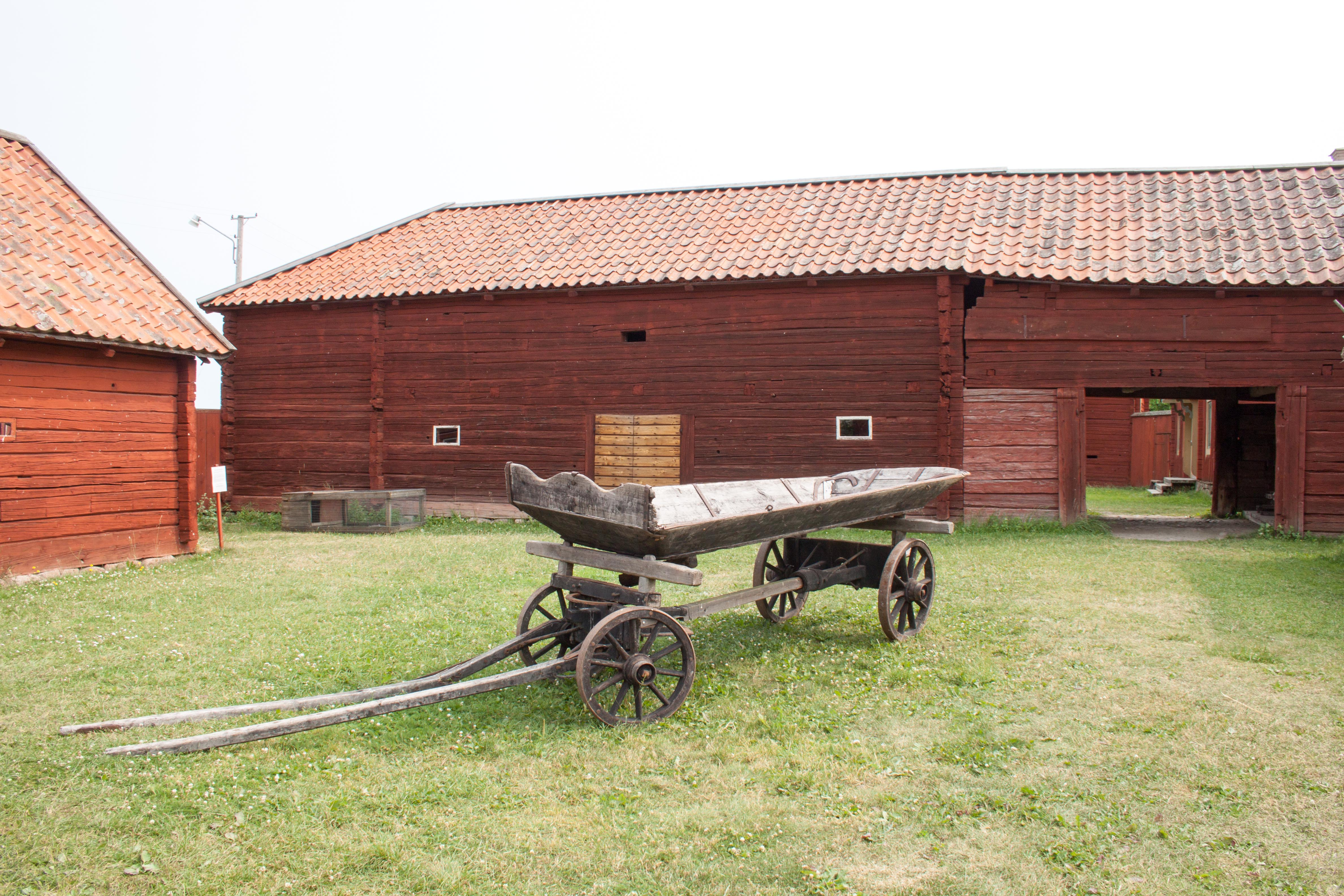
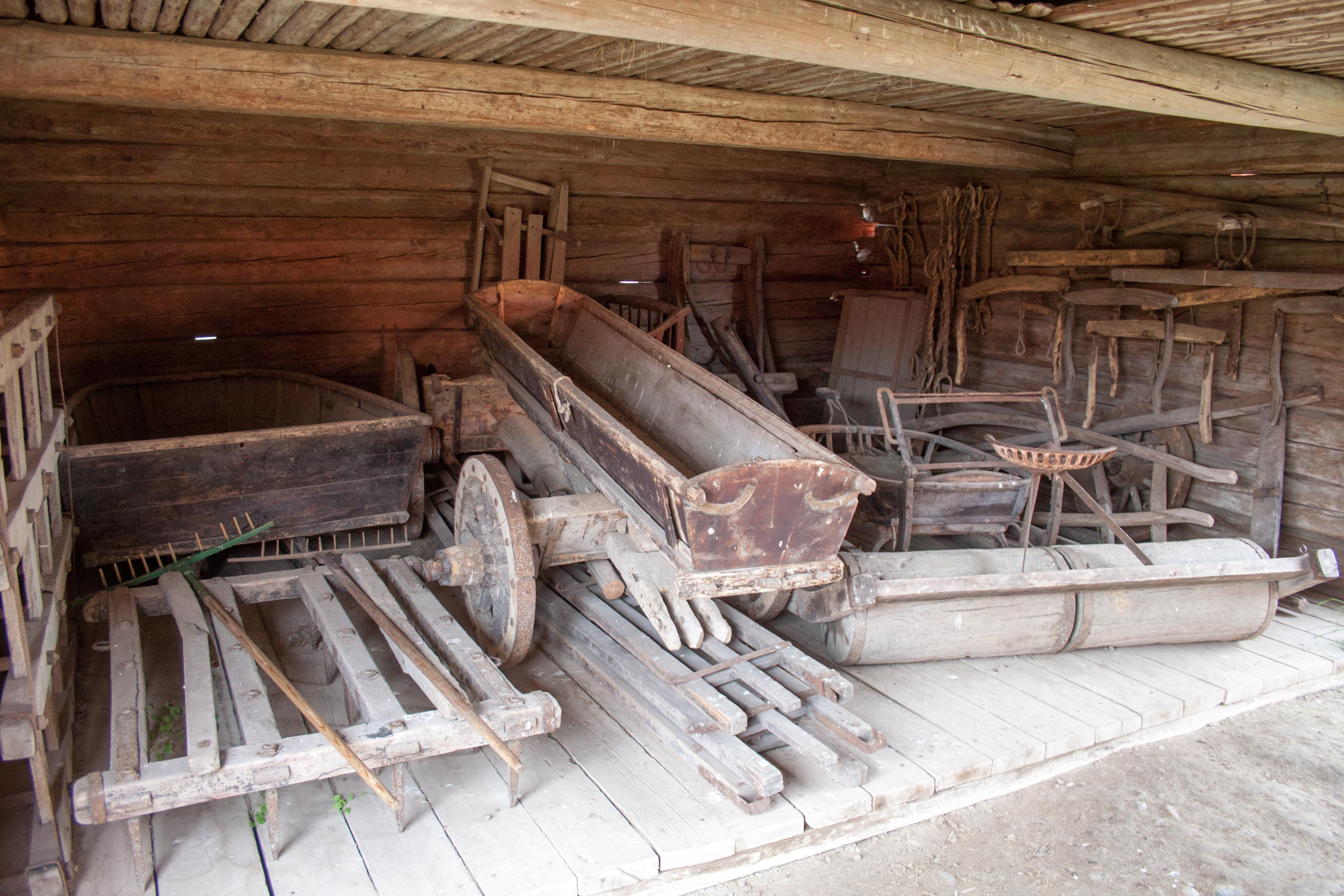